# Grupa Obserwatorów Sił Zbrojnych Rzeczypospolitej Polskiej w Gruzji
Grupa Obserwatorów Sił Zbrojnych Rzeczypospolitej Polskiej w Misji Obserwacyjnej Unii Europejskiej w Gruzji (GO SZ RP) – wydzielony komponent Sił Zbrojnych RP, przeznaczony do monitorowania sytuacji w Gruzji po wojnie rosyjsko-gruzińskiej w 2008 w ramach misji obserwacyjnej Unii Europejskiej w latach 2008–2009.
GO SZ RP stanowiła wojskową część Polskiego Zespołu Obserwacyjnego (w jego skład wchodził też kontyngent policyjny). GO SZ RP z prawnego punktu widzenia funkcjonowała na tych samych zasadach co polskie kontyngenty wojskowe, po zakończeniu misji została zastąpiona obserwatorami wojskowymi, działającymi na podstawie innych przepisów.

## Historia
Po wybuchu wojny gruzińsko-rosyjskiej Unia Europejska podjęła starania mające na celu zakończenie konfliktu. 12 sierpnia 2008 przy udziale prezydenta Francji strony walczące przyjęły porozumienie pokojowe, które zaczęło obowiązywać 16 sierpnia. Miesiąc później, 15 września na mocy decyzji Rady Europejskiej utworzono Misję Obserwacyjną UE w Gruzji (European Union Monitoring Misson in Georgia, EUMM Georgia), mającą monitorować zawieszenie broni.
Polska, już wcześniej zaangażowana w działania na rzecz zakończenia wojny, wsparła EUMM Polskim Zespołem Obserwacyjnym (PZO). W jego skład weszli żołnierze i policjanci, pierwszy raz współpracujący ze sobą w takim stopniu podczas misji pokojowej lub stabilizacyjnej. 24 września 2008 Rada Ministrów wydała uchwałę o utworzeniu Polskiego Kontyngent Policyjnego, a 25 września postanowieniem Prezydenta RP utworzono Grupę Obserwatorów Sił Zbrojnych Rzeczypospolitej Polskiej w EUMM w Gruzji. 
Z prawnego punktu widzenia Grupa Obserwatorów faktycznie była kontyngentem wojskowym wystawianym na konkretny okres, gdyż stanowiła doraźny pododdział wojskowy, w systemie krajowym podporządkowany Dowództwu Operacyjnemu SZ, a żandarmi w niej służący nie otrzymywali pensji przysługującym obserwatorom wojskowym (mimo rocznego okresu służby) – jednak ustawodawcy nie użyli nazwy polski kontyngent wojskowy ze względów polityczno-dyplomatycznych (był to tym samym jedyny przypadek wydanego przez prezydenta RP postanowienia o użyciu innej jednostki niż kontyngent). Dopiero po wygaśnięciu mandatu GO żołnierze otrzymali status obserwatorów, którzy nie działają w ramach zwartej jednostki.
Zakres zadań Polskiego Zespołu Obserwacyjnego obejmował:
- monitorowanie i normalizacja sytuacji,
- zbieranie i analiza informacji na temat wycofywania i dyslokacji wojsk gruzińskich i rosyjskich,
- mediacja pomiędzy stronami konfliktu,
- pomoc uchodźcom,
- współpraca z misjami OBWE i ONZ (UNOMIG).

1 października 2008 EUMM, w tym i PZO, rozpoczęły działalność operacyjną, polegającą na pieszych lub samochodowych patrolach jednostronnie ustanowionych przez Rosjan stref buforowych (Polacy w tym celu używają m.in. pojazdów AMZ Dzik) przez nieuzbrojonych obserwatorów. PZO w rejonie operacji nie stanowi zwartej jednostki - wydziela personel do poszczególnych biur terenowych (Field Office, FO) w miejscowościach Gori, Mccheta i Zugdidi oraz do kwatery głównej w Tbilisi (Headquarters, HQ). Duża część pracowników GO SZ RP pełniła służbę w newralgicznym i najbardziej niebezpiecznym sektorze Gori (granica gruzińsko-osetyjska), gdzie oprócz wystawiania patroli, zajmowali także kluczowe stanowiska.
| Stanowisko                                                         | HQ Tbilisi | FO Gori | FO Mccheta | FO Zugdidi | łącznie |
| ------------------------------------------------------------------ | ---------- | ------- | ---------- | ---------- | ------- |
| Personel PZO                                                       | 4          | 8       | 6          | 6          | 24      |
| FO GoriFO McchetaFO ZugdidiHQ Tbilisi Rozlokowanie biur terenowych |            |         |            |            |         |

5 maja 2009 nastąpiła zmiana dowódcy GO SZ RP i PZO – ppłk. Sławomira Urbańskiego zastąpił ppłk Piotr Tajchman.

### Po 2009
30 września 2009 zakończył się mandat GO i żołnierze otrzymali status obserwatorów wojskowych. Nie zmienił się status kontyngentu policyjnego (w czasie jego powoływania był to już drugi kontyngent policyjny działający w Gruzji – do czerwca 2009, w ramach UNOMIG, na granicy abchasko-gruzińskiej służyło 2 policjantów), jego dowódcami byli dotychczas m.in. mł. insp. Adam Gliński (I zmiana) i podinsp. Krzysztof Kancerski (III i V zmiana).
W ciągu kolejnych lat skład polskiego zespołu uległ modyfikacji - w marcu 2020 liczył on 16 osób z różnych resortów: MON (obserwatorzy wojskowi), MSWiA (funkcjonariusze policji i straży granicznej) i MSZ (pracownicy cywilni).
Dwóch Polaków pełniło stanowisko szefa misji EUMM w randze ambasadora:
- 07.2011-06.2013: Andrzej Tyszkiewicz,
- 03.2020-12.2022: Mariusz Szczygieł.